# NGC 1384
NGC 1384 è una galassia a spirale piuttosto lontana e situata nella costellazione del Toro, a una distanza di circa 465 milioni di anni luce dalla nostra Via Lattea.

## Scoperta
La galassia è stata scoperta il 20 ottobre 1864 dall'astronomo tedesco Albert Marth.

## Descrizione
NGC 1384 presenta una larga riga a 21 cm dell'idrogeno neutro.